# 张淏
张淏（?—?），字清源。开封（今河南开封）人。
世居婺州（今浙江金华）武义。早年以荫补官。绍兴二十七年（1157年）进士，补将仕郎，主管吏部架阁文字。官奉议郎。绍定元年致仕。著有《云谷杂记》四卷，《宝庆会稽续志》八卷。